# Heiðar Helguson
Heiðar Helguson (ur. 22 sierpnia 1977 w Akureyri) – piłkarz reprezentacji Islandii oraz angielskiego klubu Cardiff City. Gra na pozycji napastnika.
Heiðar Helguson trafił do angielskiego klubu Watford w styczniu 2000 roku. Wcześniej występował w islandzkim Þróttur oraz norweskiej drużynie Lillestrøm. Islandczyka sprowadził do siebie menedżer klubu, Graham Taylor, za rekordową sumę 1.5 mln £. W swoim premierowym sezonie, a właściwie w połówce sezonu, napastnik strzelił 6 bramek dla Watford, co jednak nie uchroniło klubu z Vicarage Road przed spadkiem z Premiership.
W drużynie Watford Helguson grał jeszcze przez następnych pięć sezonów. Tuż po relegacji do Division 1 doszło w tym klubie do zmiany trenera i Taylora zastąpił Włoch Gianluca Vialli. Wówczas nastały gorsze czasy dla Heiðara. Vialli, niegdyś znany i ceniony napastnik, widocznie nie widział w Islandczyku dobrego materiału na „swoją” pozycję, ponieważ ustawiał go głównie na prawej obronie. Na tej flance popularny Ice Man nie mógł się odnaleźć.
Jak bardzo mylił się Włoch, można było się przekonać niedługo po tym, jak zespół z Vicarage Road objął nowy menedżer, Ray Lewington. Helguson wrócił na swoją pozycję i ukończył sezon 2002/2003 z 13 trafieniami, będąc najlepszym strzelcem drużyny. Ale lepsze czasy miały jeszcze nadejść. W sezonie 2004/2005 napastnik strzelił 20 bramek we wszystkich rozgrywkach, za co został nagrodzony m.in. mianem „Zawodnika Sezonu” w Watford. W tym sezonie Helguson, podczas styczniowego meczu Pucharu Anglii, strzelił także bramkę drużynie Fulham, która latem zgłosiła chęć kupna Islandczyka. Pomimo więzi łączących go z klubem i kibicami Watford, Helguson zapragnął powrócić do Premiership. Ponieważ Szerszenie borykały się również w tym czasie z problemami finansowymi, napastnik został sprzedany do klubu z Craven Cottage za 1.1 mln £. Latem 2007 Helguson przeszedł do Boltonu Wanderers. 20 listopada 2008 roku został wypożyczony do Queens Park Rangers. Wystąpił tam w siedmiu ligowych spotkaniach, po czym, 2 stycznia 2009 roku został wykupiony od Boltonu Wanderers. Do końca sezonu w londyńskim klubie rozegrał 18 meczów. We wrześniu 2009 roku wypożyczony go do Watford, gdzie w debiutanckim meczu z Leicesterem City zdobył dwa gole.
2 sierpnia 2012 roku podpisał jednoroczny kontrakt z Cardiff City.